# 스타직찍
《스타직찍》은 2012년부터 2013년까지 MBC every1에서 방송된 프로그램으로, 팬들이 직접 찍은 사진인 '직찍'으로 찾아낸 스타들의 숨겨진 모습과 가요계의 알려지지 않은 뒷이야기를 전하는 프로그램이다.